# Todo Caminho É Sorte
Todo Caminho é Sorte é o quarto álbum de estúdio da cantora e compositora Roberta Campos, lançado em 2 de outubro de 2015 pela Deckdisc. O LP possui participações de Marcelo Camelo e Marcelo Jeneci na canção "Amiúde", onde Camelo faz a voz juntamente com Roberta e Jeneci atua como tecladista. O disco também conta com uma parceria de Fernanda Takai, intitulada "Abrigo", cuja composição Roberta revelou ter dado partida, escrevendo os primeiros versos. Não conseguindo continuar, a artista enviou o trabalho para Takai, que finalizou a faixa. Para Roberta, a parceria foi algo de "grande alegria", uma vez que a cantora tem como influência a banda Pato Fu. Mais tarde, o disco ganhou uma versão comentada no Spotify, na qual a cantora fala sobre cada canção do projeto.

## Divulgação
Singles
A primeira canção a ser lançada como single foi "Ensaio Sobre o Amor", lançada em 10 de setembro de 2015. A canção também ganhou um videoclipe dirigido por Otávio Sousa.
O segundo single do álbum lançado nas rádios foi a canção "Minha Felicidade". A canção também ganhou um "lyric video" e foi incluida na trilha sonora da novela Sol Nascente como tema de abertura.
Turnê
Roberta estreou a turnê do disco em Belo Horizonte, no Cine Theatro Brasil Vallourec, no dia 5 de novembro de 2015.

## Recepção

### Crítica
| Críticas profissionais | Críticas profissionais |
| Avaliações da crítica  | Avaliações da crítica  |
| Fonte                  | Avaliação              |
| ---------------------- | ---------------------- |
| Notas Musicais         | [ 11 ]                 |
| Território da Música   | [ 12 ]                 |

O álbum foi bem recebido pela crítica. Mauro Ferreira, do O Dia, avaliou o trabalho em 3,5 estrelas de 5, comentando que o disco segue um passo linear na discografia de Roberta, mas firme em sua paradoxal suavidade e dado sem sobressaltos na estrada da artista.

Lizandra Prionin que escreve para o Território de Música, avaliou o álbum em 3 estrelas, citou que entre o folk, o pop e a MPB do disco, a quase uma hora de música do repertório pode ser resumida assim: uma suave trilha sonora para uma tarde preguiçosa. Lizandra não deixou de elogiar a produção de Rafael Ramos, que se prova um produtor capaz de entender as necessidades do artista com quem trabalha. E finalizou dizendo: que o disco é conduzido pelo violão, como são todos os álbuns de Roberta, e a música é cheia de poesia, sentimentos alegres e mensagens positivas, um belo disco.

## Lista de faixas
| N.º            | Título                                           | Compositor(es)                  | Duração  |  |
| 1.             | "Ensaio Sobre o Amor"                            | Roberta Campos                  | 3:36     |  |
| 2.             | "Casinha Branca"                                 | Gilson Vieira, Joran            | 3:15     |  |
| 3.             | "Amiúde" (Part. Marcelo Camelo e Marcelo Jeneci) | Roberta Campos                  | 4:46     |  |
| 4.             | "Libélula"                                       | Roberta Campos                  | 3:44     |  |
| 5.             | "Minha Felicidade"                               | Roberta Campos, Danilo Oliveira | 3:49     |  |
| 6.             | "No Tempo Certo das Horas"                       | Roberta Campos, Danilo Oliveira | 3:55     |  |
| 7.             | "Pra Morrer de Amor"                             | Roberta Campos                  | 2:44     |  |
| 8.             | "Abra a Porta"                                   | Roberta Campos                  | 4:14     |  |
| 9.             | "Pro Dia Que Chega"                              | Roberta Campos                  | 4:34     |  |
| 10.            | "Abrigo"                                         | Roberta Campos, Fernanda Takai  | 3:43     |  |
| 11.            | "Cirandar"                                       | Roberta Campos                  | 3:13     |  |
| 12.            | "Porta-Retrato"                                  | Roberta Campos                  | 2:48     |  |
| Duração total: | Duração total:                                   | Duração total:                  | 00:44:21 |  |

| Lado A         |                                                  |                                 |          |  |
| N.º            | Título                                           | Compositor(es)                  | Duração  |  |
| 1.             | "Ensaio Sobre o Amor"                            | Roberta Campos                  | 3:36     |  |
| 2.             | "Casinha Branca"                                 | Gilson, Joran                   | 3:15     |  |
| 3.             | "Amiúde" (Part. Marcelo Camelo e Marcelo Jeneci) | Roberta Campos                  | 4:46     |  |
| 4.             | "Libélula"                                       | Roberta Campos                  | 3:44     |  |
| 5.             | "Minha Felicidade"                               | Roberta Campos, Danilo Oliveira | 3:49     |  |
| 6.             | "No Tempo Certo das Horas"                       | Roberta Campos, Danilo Oliveira | 3:55     |  |
| Duração total: | Duração total:                                   | Duração total:                  | 00:23:05 |  |

| Lado B         |                      |                                |          |  |
| N.º            | Título               | Compositor(es)                 | Duração  |  |
| 1.             | "Pra Morrer de Amor" | Roberta Campos                 | 2:44     |  |
| 2.             | "Abra a Porta"       | Roberta Campos                 | 4:14     |  |
| 3.             | "Pro Dia Que Chega"  | Roberta Campos                 | 4:34     |  |
| 4.             | "Abrigo"             | Roberta Campos, Fernanda Takai | 3:43     |  |
| 5.             | "Cirandar"           | Roberta Campos                 | 3:13     |  |
| 6.             | "Porta-Retrato"      | Roberta Campos                 | 2:48     |  |
| Duração total: | Duração total:       | Duração total:                 | 00:21:16 |  |

## Pessoal
Créditos para Todo Caminho é Sorte adaptado do encarte.
Músicos
| - Roberta Campos - voz(faixas 1-12), vocais(faixas 1-12), violão(faixas 1, 2, 4, 5, 6, 7, 8, 10, 12), violão de nylon(faixas 3, 9), guitarra(faixa 8), escaleta(faixa 10) - Loco Sosa - bateria(faixas 1, 2, 5, 6, 10, 12), percussão(faixas 1, 2, 5, 6, 10, 12), vassourinha(faixa 9) - Fabio Pinczowski - piano(faixas 1, 7, 9), wurlitzer(faixas 1, 7), hammond(faixas 2, 5), rhodes(faixa 5), percussão(faixa 8), shruti box(faixa 8), omnichord(faixa 11) - Adriano Paternostro - baixo(faixas 2, 3, 4, 6, 7, 8, 9, 10, 12) - Marcelo Camelo - voz(faixa 3) - Marcelo Jeneci - piano(faixa 3), cravo(faixa 3), órgão de tubo(faixa 3), synths(faixa 3) - Marcos Suzano - percussão(faixas 4, 6) - Otávio de Moraes - arranjo de cordas(faixa 4) | - Ricardo Amado - violino(faixas 4, 12) - Marcus Ribeiro - cello(faixas 4, 12) - Zé Nigro - baixo(faixa 5) - Christiaan Oyens - lap steel(faixa 5) - Jota Moraes - vibrafone(faixa 6) , assobio(faixa 6) - Rafael Ramos - bateria(faixa 7), sampler(faixa 7), caixa do divino(faixa 7) - Danilo Oliveira - violão(faixa 11) |